# Přírodní park Smrčiny
Přírodní park Smrčiny je chráněné území - přírodní park v Karlovarském kraji v okrese Cheb. Nachází se v geomorfologickém celku Smrčiny, z malé části v Chebské pánvi.
Byl vyhlášen v roce 1990 Okresním národním výborem v Chebu.

## Popis území
Přírodní park zaujímá oblast v Ašském výběžku při hranici s Německem od Trojmezí na severu, přes Štítary, západní okraj Aše a Libé až po říčku Odravu na jihu, kde má krátkou společnou hranici s Přírodním parkem Český les. Nejvyšší nadmořskou výškou v parku je vrchol Štítarského vrchu (716 m n. m.). Nachází se přibližně 550 m od českoněmecké státní hranice.

## Přírodní poměry

### Geologie
Geologické podloží tvoří v severní části převážně fylity, ve střední a jižní části žuly a ruly, v části náležející Chebské pánvi se nacházejí hlinitopísčité sedimenty, někde s vysokým podílem štěrku. Západně od Libé se zvedá výrazný čedičový vrch Blatná (641 m n. m.). 

### Hydrologie
Oblast je s výjimkou severní část přírodního parku odvodňována do Ohře. V severní části parku odtéká říčka Rokytnice s přítoky Lužní potok a Bystřina do Německa. V střední části parku zasahuje do území parku západní část vodní nádrže Skalka. Na jihu, na hranici s přírodním parkem Český les, teče říčka Odrava. 

### Flóra a fauna
V parku převládají smrkové lesy, v četných rašeliništích, například v přírodní rezervaci Ztracený rybník, roste borovice blatka, v přírodní rezervaci Rathsam se nacházejí původní doubravy. Roste zde množství chráněných a vzácných rostlin. 
V rašeliništích a podmáčených oblastech roste rosnatka okrouhlolistá (Drosera rotundifolia), klikva bahenní (Oxycoccus palustris), v nivách potoků vachta trojlistá (Menyanthes trifoliata), prstnatec májový (Dactylorhiza majalis), mochna bahenní (Comarum palustre) a další.
Přírodní park je významný výskytem jedné z největších populací perlorodky říční (Margaritifera margaritifera) ve střední Evropě. Perlorodka je chráněna v národní přírodní památce Lužní potok a v přírodní rezervaci Bystřina, které překrývá evropsky významná lokalita Bystřina - Lužní potok.  

## Turismus

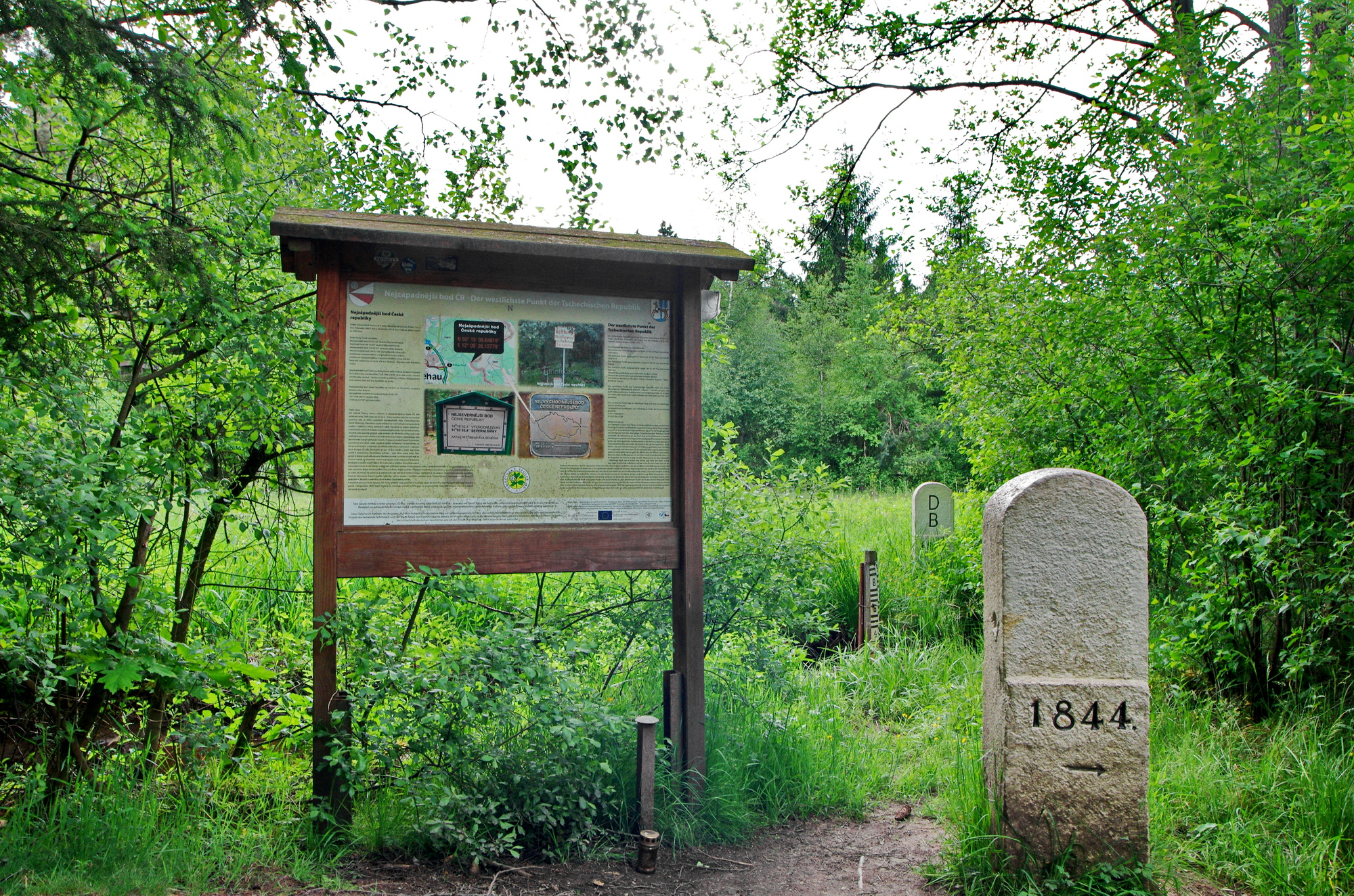
nejzápadnější bod Česka

Parkem prochází řada turistických stezek a cyklostezek. Nejdelší z nich je červeně značená a vede až k Trojmezí v nejsevernějším cípu Ašského výběžku. K turistickým cílům patří například Benešův palouček, kde 1. září 1915 pozdější prezident dr. Edvard Beneš, tehdy ještě neexistujícího Československa, ilegálně překročil hranici na cestě do emigrace.

## Maloplošná chráněná území

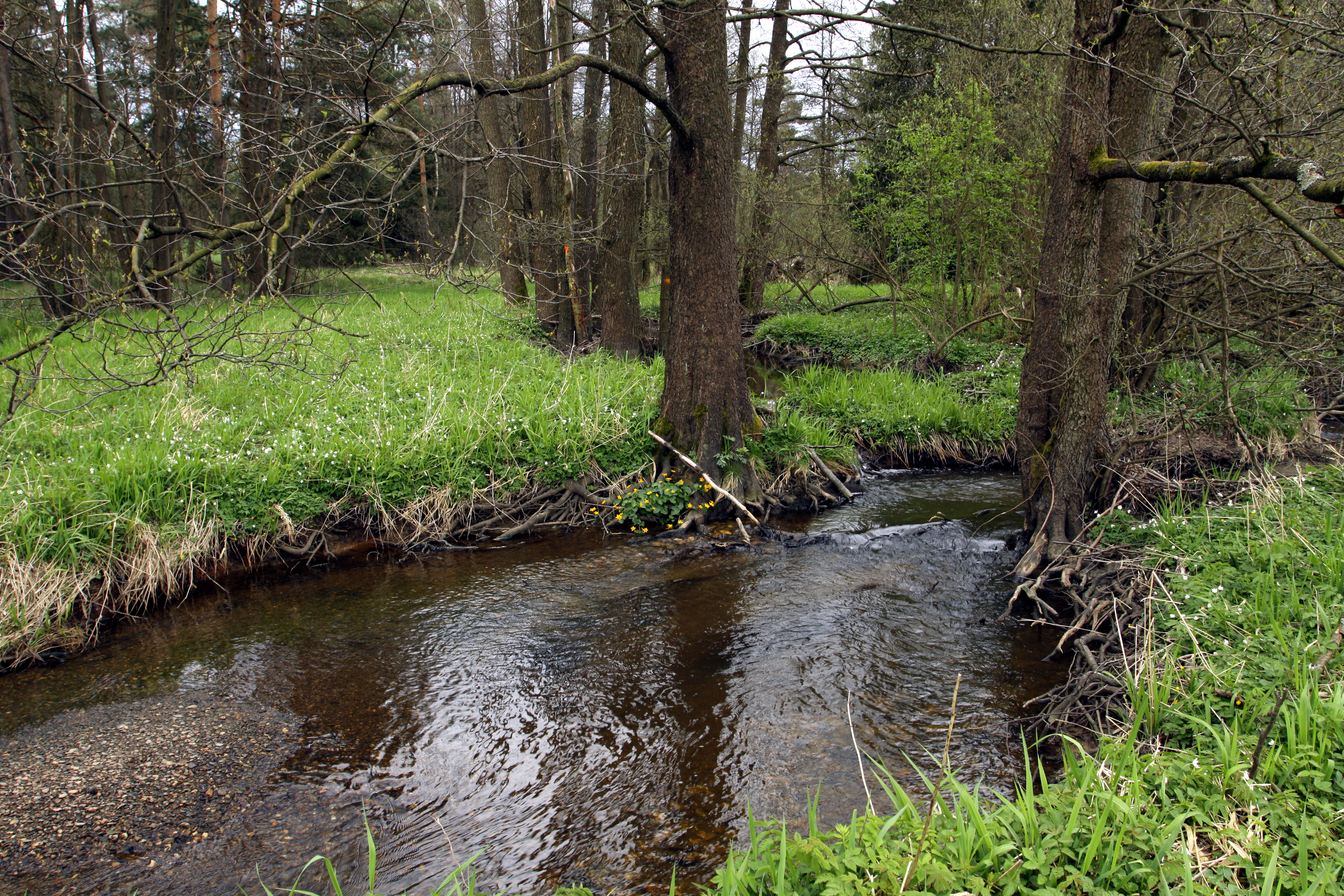
NPP Lužní potok na jaře 2015

Na území přírodního parku se nachází maloplošná chráněná území:
- národní přírodní památka Lužní potok
- přírodní rezervace Rathsam
- přírodní rezervace Stráň u Dubiny
- přírodní rezervace Bystřina
- přírodní rezervace Pomezní rybník
- přírodní rezervace Ztracený rybník